# Маццарра-Сант-Андреа
Маццарра-Сант-Андреа (італ. Mazzarrà Sant'Andrea, сиц. Mazzarrà) — муніципалітет в Італії, у регіоні Сицилія, метрополійне місто Мессіна.
Маццарра-Сант-Андреа розташована на відстані близько 480 км на південний схід від Рима, 155 км на схід від Палермо, 39 км на захід від Мессіни.
Населення — 1541 особа (2014).
Щорічний фестиваль відбувається останньої неділі серпня. Покровитель — Madonna delle Grazie.

## Демографія
Населення за роками:

Станом на 1 січня 2023 року в муніципалітеті офіційно проживали 184 іноземці з 9 країн, серед них 48 громадян країн Євросоюзу та 1 громадянин України.

## Сусідні муніципалітети
- Фурнарі
- Новара-ді-Сицилія
- Роді-Мілічі
- Терме-Вільяторе
- Трипі